# 烏爾大陸
烏爾大陸（Ur）是個史前大陸，存在於30億年前的太古代。其名稱是以希臘神話中的烏拉諾斯（Uranus）為名。
烏爾大陸可能是目前已知最早的大陸，年代比北極大陸早5億年，但也可能晚於36到31億年前形成的瓦巴拉大陸。
烏爾大陸後來和妮娜大陸、大西洋大陸一起在10億年併入超大陸羅迪尼亞大陸。烏爾大陸的岩石在盤古大陸分裂為勞亞大陸和岡瓦納大陸時分離在多個地方。

## 形成
烏爾大陸的殘餘部份經歷長時間的演變，仍可在斯堪地那維亞、非洲、印度、馬達加斯加、澳洲等地，找到昔日烏爾大陸的岩石。它可能是30億年前，地表上面積最大的大陸，甚至是唯一的大陸，但其面積可能比今日的澳洲大陸還小。當烏爾大陸存在時，地球上其他的陸地可能都是不足以成為大陸的小規模的花崗岩島等陸塊。

## 演變
- 30億年前，烏爾大陸是地球上唯一的大陸。
- 28億年前，烏爾大陸成為凱諾蘭大陸的一部分。
- 20億年前，烏爾大陸成為哥倫比亞大陸的一部分。
- 10億年前，烏爾大陸的殘餘部份成為羅迪尼亞大陸的一部分。
- 5億5千萬年前，烏爾大陸成為潘諾西亞大陸的一部分。
- 3億年前，其殘餘部份成為盤古大陸的一部分。
- 2億800萬年前，盤古大陸分裂成勞亞大陸與岡瓦那大陸。
- 6500萬年前，烏爾大陸的岡瓦那大陸殘餘部份，部份分裂為印度大陸。
- 今日，可在斯堪地那維亞、非洲、印度、馬達加斯加、澳洲等地，找到昔日烏爾大陸的岩石。

## 外部連結
- In the beginning, there was Ur
- Zimmer, Carl. . Discover Magazine. January 1997  [2012-12-31]. （原始内容存档于2012-09-27）.